# Teinopalpus
Teinopalpus  este un gen de fluturi din familia Papilionidae.

## Taxonomie
Acest gen conține două specii: 
- Teinopalpus aureus Mell, 1923;
- Teinopalpus imperialis Hope, 1843